# Dzieła Janusza Korczaka
Janusz Korczak (ok 1878-1942) – polski pedagog, publicysta, pisarz i lekarz. Autor wielu powieści, publikacji i wypowiedzi radiowych. Na łamach różnych czasopism publikował humoreski i artykuły na tematy społeczne, obyczajowe i wychowawcze. Dorobek pisarski Korczaka to ponad 20 książek, około 1400 tekstów drukowanych w około 100 pismach oraz około 200 materiałów nie publikowanych. Poniżej znajduje się niekompletna lista jego dzieł ułożonych w porządku chronologicznym.
1896
- Debiut w prasie: humoreska Węzeł gordyjski w czasopiśmie Kolce nr 39.

1898
- Udział w konkursie I.J. Paderewskiego na sztukę teatralną, ogłoszonym przez Kurier Warszawski (dziennik). Wysyła wyróżniony dramat Którędy? (nie zachował się) pod pseudonimem Janasz Korczak.

1900
- W lutym zaczyna pracować pod pseudonimem Hen-Ryk z tygodnikiem satyrycznym Kolce (tygodnik) jako współautor zespołowo pisanej sensacyjnej powieści Lokaj.
- Ogłasza siedmioodcinkowy cykl artykułów pod tytułem Dzieci i wychowanie w tygodniku Wędrowiec[2].

1901
- Felietonista tygodnika satyrycznego Kolce (współpracował z tygodnikiem do 1904). Publikuje pod pseudonimem Hen, m.in. humoreskę Węzeł Gordyjski.

- Dzieci ulicy.[3] Opublikowana w Warszawie powieść 1901. Drukowana najpierw w odcinkach w Czytelni dla Wszystkich (nr 1 - 18), następnie w wydaniu książkowym[4]. Oparta na materiale obserwacyjnym i faktograficznym gromadzonym przez Korczaka w ciągu kilku lat obcowania z dziećmi i dorosłymi mieszkańcami Powiśla, Starego Miasta, Woli, Ochoty. Doskonała znajomość terenu, na którym toczy się akcja, a także realizm opisu dzieci wałęsających się po mieście w poszukiwaniu środków utrzymania dla siebie, rodzeństwa i rodziców.

1903 - 1905
Współpracuje z tygodnikiem „Głos” (rubryka Na widnokręgach).
1904
- Od stycznia na łamach „Głosu” zaczyna ukazywać się w odcinkach powieść Dziecko salonu[6].

1905
- Koszałki Opałki. Satyry społeczne. Warszawa 1905,[7] wyd. II: 1910[8]. Wybór felietonów publikowanych na łamach Kolców. 
  - Recenzja: Antoni Lange [5 maja 1905 r.] – Korczak zajmuje się wszystkimi sprawami społecznymi bez względu na to, czy są wielkie, czy małe;

1906
- Dziecko salonu (1906[9], wyd. II popr. 1927[10]). Powieść zawierająca wątki autobiograficzne, będące literackim opracowaniem jego osobistych przeżyć i doświadczeń z wędrówek po norach staromiejskich, zamieszkanych przez nędzę Warszawy.
  - Recenzja: Stanisław Brzozowski [28 kwietnia 1905 r.] – Na wszystkie tony rozbrzmiewa na kartkach jego utworów – skarga przekleństwo, złorzeczenie społeczeństwu, które przyszłość własną, spycha bezlitośnie w grób, nędzę fizyczną, umysłową, kalectwo, zdziczenie i zbrodnię.

1909
- Obrazki i opowiadania z życia kolonijnego chłopców żydowskich drukowane w odcinkach w Promyku.
- Obrazki i opowiadania z życia kolonijnego chłopców polskich drukowane w Promyku.

1910
- Mośki, Joski i Srule (Warszawa 1910[11], wyd. II Warszawa 1922, wyd. III W-wa 1934), Opowieść dla dzieci. Tworzywem tej powieści publikowanej w odcinkach w Promyku 1909 nr 1 -14 był materiał obserwacyjny i faktograficzny zgromadzony w czasie pracy na kolonii letniej w Michałówce [1907]. Poszczególne odcinki powieści wywołują duże zainteresowanie młodych czytelników, o czym świadczą odpowiedzi redakcji Płomyka na ich listy. Stasiowi P. z Będzina, Heli W. Andzi J. z Krakowa, Nurkowi z Białego Dunajca, Jarusiowi M z Krakowa.

1911
- Józki, Jaśki i Franki (Warszawa 1911[12], wyd. II W-wa 1922, wyd. III W-wa 1930). Na łamach Promyka ukazywała się w odcinkach od 1909 roku. Jej tworzywem są obserwacje, fakty i wydarzenia z życia chłopców na kolonii letniej w Wilhelmówce [1908].

1913
- Sława. Opowieść (W-wa 1913, wyd. II W-wa 1925, wyd. III nowe W-wa 1935, wyd. IV nowe W-wa 1937[13]),
  - Recenzja: Jan Lorentowicz. – To bardzo żywy, dosadny, tu i ówdzie podkreślony delikatną ironią obraz wewnętrznego życia dzieci w szkole powszechnej.

1914
- Bobo (W-wa 1914)[14]. Książka zawiera trzy opowiadania: Studium powiastka, Feralny tydzień [z Życia szkolnego], Spowiedź motyla.
  - Recenzja: E. Rab. [15 lutego 1914 r.] Książka o dziecku i młodzieży – ale nie dla młodzieży.
  - Recenzja: Wincenty Rzymowski. Korczak rozbił legendę o beztroskiej szczęśliwości dziecka. Wydobył na jaw sprzeczność interesu między dziećmi a rodzicami, i słusznie! Ale dlaczego sprzeczność tę ubrał w postać antagonizmu między proletariatem a burżuazją?.

1914-1918
Pracuje nad Jak kochać dziecko.
1919
- W Bibliotece Zrzeszenia Nauczycielstwa Polskich Szkół Początkowych wychodzi książka Momenty wychowawcze (Warszawa 1919, wyd. II poszerzone 1924). Książka ukazuje warsztat pracy Korczaka: formy i sposoby obserwacji dziecka, oraz sposoby gromadzenia materiału empirycznego. Czytelników autor uprzedza, że książka nie jest wzorem, jak należy podobne studia prowadzić.
  - Recenzja: Zygmunt Nowicki [luty 1919 r.] Książka zawiera garść niezmiernie ciekawych notatek z obserwacji dzieci w wieku przedszkolnym. Autor zagląda w głąb stosunków, jakie zachodzą między dziećmi i dostrzega to, czego zwykle dorośli nie dostrzegają, mianowicie: psychiczne zawikłania, subtelne zatargi różnych charakterów, walki i rywalizację – słowem szereg dramatów życiowych. Odsłonił nam rzeczywiste życie dzieci, oraz cały szereg zagadnień życiowych i wychowawczych.
- Pierwsza część Jak kochać dziecko, Dziecko w rodzinie (W-wa 1919, wyd. II Jak kochać dzieci, W-wa 1920, wyd. III Jak kochać dziecko W-wa 1929). Tłumaczenia: angielskie[15].
  - Korczak uprzedza swoich czytelników, że w książce nie znajdują, ani przepisów ani recept na nurtujące ich wątpliwości... chcę by zrozumiano, że żadna książka, żaden lekarz nie zastąpią własnej czujnej myśli, własnego uważnego spostrzegania.
  - Recenzja: A.K. [luty 1919 r.] Rozdziały poświęcone dziecku podyktowane są przez długą a umiejętną obserwację dziecka, przez odczucie i zrozumienie jego duszy. Przebija wszędzie jedna myśl: kochajmy dziecko, ale kochajmy rozumnie. A sposoby wychowania stosujmy nie do tego, kogo chcemy wychować, ale do tego, jakich sposobów dane dziecko potrzebuje.

1919 - 1926
- W czasopiśmie dla dzieci i młodzieży W Słońcu ukazuje się cykl artykułów pod tytułem Co się dzieje w świecie?.

1920
- Część II Jak kochać dzieci. Internat. Kolonie letnie i część III Jak kochać dzieci. Dom Sierot. Wznowienie w 1929 r. nosi tytuł: Jak kochać dziecko[16].
- Przedmowa do rozprawy Jędrzeja Śniadeckiego O fizycznym wychowaniu dzieci.

gazetc
1921
- W Bibliotece Związku Polskiego Nauczycielstwa Szkół Powszechnych ukazuje się broszura O gazetce szkolnej.

1922
- Szkice poetyckie Sam na sam z Bogiem. Modlitwy tych, którzy się nie modlą[17].

1923
- Król Maciuś Pierwszy. Powieść (Warszawa 1923,[18] wyd. II 1925, wyd. XI Poznań 1991), jedna z najbardziej znanych i popularnych książek Korczaka. Tłumaczenia: angielskie[19], esperanckie[20], hebrajskie, japońskie, litewskie, niemieckie, rosyjskie.
  - Recenzja: M.R. [Maria Rittinger] Książka pisana dla dzieci, dla chłopców o wyraźnych skłonnościach reformatorskich. Król Maciuś Korczaka postępuje tak, jak postępują inni królowie w literaturze, szczególnie ci z literatury angielskiej. – Jest prawym, szlachetnym, odważnym, lecz słabym i chwiejnym, bo – tylko człowiekiem.
- Król Maciuś na wyspie bezludnej (1923)[21].

1924
- Powieść Bankructwo małego Dżeka (1924)[22]. Książka o podstawach funkcjonowania ekonomii i to w ujęciu kapitalistycznym, wplecionych w bardzo wzruszającą historię ucznia III klasy, który z dobrego serca zakłada szkolną kooperatywę.

1925
- Kiedy znów będę mały (1925)[23]. Książkę Korczak adresuje do dorosłego i młodego czytelnika. Zwracając się do dorosłych czytelników, którzy twierdzą, że nuży ich obcowanie z dziećmi, gdyż muszą się, zniżać do ich pojęć, pochylać, naginać, kurczyć pisze: Mylicie się. Nie to nas męczy. Ale że musimy się wspinać do ich uczuć. Wspinać, wyciągać, na palcach stawać, sięgać, żeby nie urazić. Tłumaczenia: angielskie[24].
  - Recenzja: J. Stycz. [Hermina Naglerowa] J. Korczak jest nie tylko przyjacielem dzieci, ale właśnie przyjacielem niedorosłych ludzi i dlatego nie traktuje ich z wysokości dorosłego człowieka, nie lekceważy sobie ich radości i smutków, a co najważniejsze, nie tworzy fantastycznego świata dzieci.

1926
- Dialogi Bezwstydnie krótkie[25].

1927
- Feralny tydzień (Warszawa, Kraków : J. Mortkowicz 1927). Książka zawiera trzy opowiadania: Feralny tydzień, Franek, Moja obrona.

1926 - 1930
- Redaguje Mały Przegląd pismo pisane przez dzieci i młodzież.

1929
- Broszura Prawo dziecka do szacunku (1929). Tłumaczenia: angielskie[26].

1930
- Prawidła życia. Pedagogika dla młodzieży i dorosłych[27].

1931
- 1 października teatr Ateneum przedstawia Senat szaleńców. Humoreska ponura 1931.

1933 - 1939
- W Biblioteczce Palestyńskiej dla Dzieci publikuje opowiadania Ludzie są dobrzy[28], Trzy wyprawy Herszka[29].

1935
- Kajtuś Czarodziej. Powieść fantastyczna (Warszawa 1935[30], 1973, Kraków 2001), tę powieść dla dzieci i młodzieży Korczak dedykuje niespokojnym chłopcom.
  - Recenzja: Stefan Rumelt (26 lutego 1935): ... autor traktuje dzieci jak ludzi dorosłych, z pobłażliwością wtajemnicza w nieznane, poważne i nieważne sprawy dzieci.
  - Recenzja: Jan Kott (31 grudnia 1935): ... w książce jest świetnie podpatrzona psychologicznie prawda marzeń, przecież nie tylko dziecięcych...

1935 - 1936
- Wygłasza pogadanki (gadaninki) Pedagogika żartobliwa w Polskim Radiu, skąd został usunięty w wyniku nagonki narodowców, którzy zarzucili mu zażydzanie radia i demoralizację; pretekstem było poruszenie tematu nocnego moczenia u dzieci[potrzebny przypis].

1938
- Opowiadanie Uparty chłopiec. Życie Ludwika Pasteura[31].
- Publikuje Refleksje[32].

1939
- W Warszawie zostaje wydana Pedagogika żartobliwa: moje wakacje : gadaninki radiowe starego doktora[33].
- Był prelegentem w Polskim Radiu.

1939-1942
- Pisze Pamiętnik opublikowany w tomie 4 Wyboru pism, 1958. Tłumaczenia: angielskie[34].

4 VIII 1942
- Ostatnie wpisy do Pamiętnika.

## Inne wydania
Po śmierci Janusza Korczaka ukazały się między innymi:
- Wybór pism pedagogicznych (tom 1-2, 1957-1958)
- Wybór pism (tom 1-4, 1957-1958)
- Pisma wybrane (tom 1-4, 1978)
- Dzieła wszystkie (publikowane od 1992)
- Janusz Korczak. Teksty wybrane (2021)